# Филипсбург (Синт Мартен)
Филипсбург (на нидерландски: Philipsburg) е главен град и столица на южната част от остров Свети Мартин, наречена Синт Маартен, която е владение на Нидерландия. Според данни от 2011 година градът има население от 1327 души.

## История
Южната част на острова е била открита на 11 ноември 1493 година от Христофор Колумб. Няколко века по-късно, през 1763 година капитан Джон Филипс, шотландец от холандския флот, основава на острова селището, което и до днес носи неговото име.

## Икономика
Градът е най-важният търговски и финансов център на холандската част от острова. Добре развит е и риболовът, а през последните години и туризмът.